# Bucovăț
Pour l’article homonyme, voir Bucovăț (Dolj).
Bucovăț est une ville moldave située dans le raion de Strășeni.
Sa population était de 1 601 habitants en 2014.